# Cultura Milagro-Quevedo
Milagro-Quevedo és una cultura precolombina desenvolupada a les conques del riu Guayas i Babahoyo, a les actuals províncies equatorianes de Guayas i Los Ríos. Florí a partir de l'any 500 i durà fins a l'arribada dels espanyols.
Les inundacions periòdiques del Guayas obligà a construir les edificacions sobre pilons, i també sobre plataformes de terra (tolas). Són característics els recipients de ceràmica amb relleus zoomorfs, anomenats cocinas de brujo, així com els enterraments en urnes de ceràmica superposades, formant «xemeneies». Crearen importants xarxes comercials per terra i per mar.